# Mihály Korhut
Mihály Korhut (Debrecen, 1 december 1988) is een Hongaars voormalig voetballer die doorgaans speelde als linksback. Tussen 2009 en 2025 was hij actief voor Debrecen, Kaposvári Rákóczi, Hapoel Beër Sjeva, Aris Saloniki, opnieuw Debrecen en Debreceni EAC. Korhut maakte in 2014 zijn debuut in het Hongaars voetbalelftal en kwam uiteindelijk tot tweeëntwintig interlandoptredens.

## Clubcarrière
Korhut speelde vanaf 2005 in de jeugd van Debrecen. Voor die club maakte hij later ook zijn debuut. Op 1 augustus 2009 werd in eigen huis met 2–0 van Lombard-Pápa gewonnen. Korhut mocht in de basis beginnen en hij speelde het gehele duel mee. In januari 2011 werd hij voor een half jaar op huurbasis gestald bij Kaposvári Rákóczi. Voor die club zou hij tot tien competitieduels komen. Na zijn terugkeer werd hij een vaste basisspeler voor Debrecen. In de vijf seizoenen na de verhuurperiode hoefde de verdediger geen enkele keer op de bank te beginnen en alle optredens waren als basisspeler. Op 1 mei 2012 won hij met zijn club de Magyar Kupa na strafschoppen, toen na de reguliere speeltijd nog 3–3 op het scorebord stond tegen MTK Boedapest. Dit toernooi won Debrecen voor de vijfde keer; in 2010 was Korhut er ook al bij, maar toen speelde hij niet mee in de finale. In de seizoenen 2009/10, 2011/12 en 2013/14 sleepte hij met zijn club ook de nationale titel binnen.
In de zomer van 2016 maakte Korhut de overstap naar Hapoel Beër Sjeva; de Hongaarse vleugelverdediger tekende een contract voor de duur van vier seizoenen. Na één seizoen in Israël kreeg Korhut een contractverlenging tot medio 2021. In januari 2019 verkaste Korhut naar Aris Saloniki, waar hij een contract voor anderhalf jaar kreeg. De Hongaar keerde in de zomer van 2020 terug naar zijn eerste club, Debrecen. In zijn eerste seizoen terug bij de club werd Debrecen kampioen op het tweede niveau, waardoor promotie bereikt werd. Halverwege 2022 verkaste Korhut naar stadsgenoot Debreceni EAC. Hij besloot na het seizoen 2024/25 op zesendertigjarige leeftijd een punt achter zijn actieve loopbaan te zetten.

## Clubstatistieken
| Seizoen | Club                | Competitie           | Competitie | Competitie | Beker | Beker | Internationaal | Internationaal | Totaal | Totaal |
| Seizoen | Club                | Competitie           | Wed.       | Dlp.       | Wed.  | Dlp.  | Wed.           | Dlp.           | Wed.   | Dlp.   |
| ------- | ------------------- | -------------------- | ---------- | ---------- | ----- | ----- | -------------- | -------------- | ------ | ------ |
| 2009/10 | Debrecen            | Nemzeti Bajnokság    | 2          | 0          | 1     | 0     | —              | —              | 3      | 0      |
| 2010/11 | Debrecen            | Nemzeti Bajnokság    | 1          | 0          | 2     | 0     | —              | —              | 3      | 0      |
| 2010/11 | → Kaposvári Rákóczi | Nemzeti Bajnokság    | 10         | 0          | 4     | 0     | —              | —              | 14     | 0      |
| 2011/12 | Debrecen            | Nemzeti Bajnokság    | 29         | 1          | 5     | 1     | —              | —              | 34     | 2      |
| 2012/13 | Debrecen            | Nemzeti Bajnokság    | 26         | 1          | 9     | 2     | 5              | 0              | 40     | 3      |
| 2013/14 | Debrecen            | Nemzeti Bajnokság    | 28         | 2          | 2     | 0     | 2              | 0              | 32     | 2      |
| 2014/15 | Debrecen            | Nemzeti Bajnokság    | 28         | 0          | 3     | 0     | 6              | 0              | 37     | 0      |
| 2015/16 | Debrecen            | Nemzeti Bajnokság    | 31         | 2          | 3     | 0     | 6              | 0              | 40     | 2      |
| 2016/17 | Debrecen            | Nemzeti Bajnokság    | 6          | 1          | 0     | 0     | 3              | 0              | 9      | 1      |
| 2016/17 | Hapoel Beër Sjeva   | Ligat Ha'Al          | 22         | 0          | 2     | 1     | 6              | 0              | 30     | 1      |
| 2017/18 | Hapoel Beër Sjeva   | Ligat Ha'Al          | 9          | 0          | 4     | 0     | 12             | 0              | 25     | 0      |
| 2018/19 | Hapoel Beër Sjeva   | Ligat Ha'Al          | 10         | 1          | 1     | 0     | 0              | 0              | 11     | 1      |
| 2018/19 | Aris Saloniki       | Super League         | 14         | 1          | 0     | 0     | —              | —              | 14     | 1      |
| 2019/20 | Aris Saloniki       | Super League         | 28         | 1          | 6     | 0     | 4              | 0              | 38     | 1      |
| 2020/21 | Debrecen            | Nemzeti Bajnokság II | 22         | 1          | 1     | 0     | —              | —              | 23     | 1      |
| 2021/22 | Debrecen            | Nemzeti Bajnokság    | 14         | 1          | 0     | 0     | —              | —              | 14     | 1      |
| 2022/23 | Debrecen            | Nemzeti Bajnokság    | 0          | 0          | 0     | 0     | —              | —              | 0      | 0      |
| Totaal  | Totaal              | Totaal               | 280        | 12         | 46    | 4     | 44             | 0              | 370    | 16     |

## Interlandcarrière
Korhut maakte zijn debuut in het Hongaars voetbalelftal op 22 mei 2014, toen in eigen huis met 2–2 gelijkgespeeld werd tegen Denemarken. De linksback mocht van bondscoach Attila Pintér als basisspeler aan het duel beginnen. Na tweeënzestig minuten werd hij gewisseld en kwam mededebutant János Szabó als zijn vervanger het veld in. De andere debutanten dit duel waren Péter Gulácsi (Red Bull Salzburg) en Ádám Lang, Roland Varga en Zsolt Kalmár (allen Győri ETO).
Met Hongarije nam Korhut in juni 2016 deel aan het Europees kampioenschap voetbal 2016. Hongarije werd in de achtste finale uitgeschakeld door België (0–4), nadat het in de groepsfase als winnaar boven IJsland en Portugal was geëindigd. Korhut kwam op het EK alleen in de derde poulewedstrijd in actie. Tegen Portugal werd met 3–3 gelijkgespeeld. De linksback mocht van bondscoach Bernd Storck in de basis beginnen en hij speelde het gehele duel mee. Zijn eerste doelpunt in de nationale ploeg maakte hij op 13 oktober 2019, tijdens zijn eenentwintigste interlandoptreden. Op die dag werd een kwalificatiewedstrijd voor het EK 2020 gespeeld tegen Azerbeidzjan. Na tien minuten zorgde hij voor het enige doelpunt van de wedstrijd: 1–0.
| Interlands van Mihály Korhut voor Hongarije | Interlands van Mihály Korhut voor Hongarije | Interlands van Mihály Korhut voor Hongarije | Interlands van Mihály Korhut voor Hongarije | Interlands van Mihály Korhut voor Hongarije | Interlands van Mihály Korhut voor Hongarije | Interlands van Mihály Korhut voor Hongarije |
| №                                           | Datum                                       | Wedstrijd                                   | Uitslag                                     | Competitie                                  | Goals                                       |                                             |
| Als speler bij Debrecen                     | Als speler bij Debrecen                     | Als speler bij Debrecen                     | Als speler bij Debrecen                     | Als speler bij Debrecen                     | Als speler bij Debrecen                     | Als speler bij Debrecen                     |
| ------------------------------------------- | ------------------------------------------- | ------------------------------------------- | ------------------------------------------- | ------------------------------------------- | ------------------------------------------- | ------------------------------------------- |
| 1                                           | 22 mei 2014                                 | Hongarije – Denemarken                      | 2 – 2                                       | Vriendschappelijk                           |                                             |                                             |
| 2                                           | 4 juni 2014                                 | Hongarije – Albanië                         | 1 – 0                                       | Vriendschappelijk                           |                                             |                                             |
| 3                                           | 7 juni 2014                                 | Hongarije – Kazachstan                      | 3 – 0                                       | Vriendschappelijk                           |                                             |                                             |
| 4                                           | 14 oktober 2014                             | Faeröer – Hongarije                         | 0 – 1                                       | EK 2016 kwalificatie                        |                                             |                                             |
| 5                                           | 26 maart 2016                               | Hongarije – Kroatië                         | 1 – 1                                       | Vriendschappelijk                           |                                             |                                             |
| 6                                           | 22 juni 2016                                | Hongarije – Portugal                        | 3 – 3                                       | EK 2016                                     |                                             |                                             |
| Als speler bij Hapoel Beër Sjeva            |                                             |                                             |                                             |                                             |                                             |                                             |
| 7                                           | 10 oktober 2016                             | Letland – Hongarije                         | 0 – 2                                       | WK 2018 kwalificatie                        |                                             |                                             |
| 8                                           | 13 november 2016                            | Hongarije – Andorra                         | 4 – 0                                       | WK 2018 kwalificatie                        |                                             |                                             |
| 9                                           | 25 maart 2017                               | Portugal – Hongarije                        | 3 – 0                                       | WK 2018 kwalificatie                        |                                             |                                             |
| 10                                          | 31 augustus 2017                            | Hongarije – Letland                         | 3 – 1                                       | WK 2018 kwalificatie                        |                                             |                                             |
| 11                                          | 3 september 2017                            | Hongarije – Portugal                        | 0 – 1                                       | WK 2018 kwalificatie                        |                                             |                                             |
| 12                                          | 7 oktober 2017                              | Zwitserland – Hongarije                     | 5 – 2                                       | WK 2018 kwalificatie                        |                                             |                                             |
| 13                                          | 9 november 2017                             | Luxemburg – Hongarije                       | 2 – 1                                       | Vriendschappelijk                           |                                             |                                             |
| 14                                          | 15 november 2018                            | Hongarije – Estland                         | 2 – 0                                       | Nations League 2018/19                      |                                             |                                             |
| 15                                          | 18 november 2018                            | Hongarije – Finland                         | 2 – 0                                       | Nations League 2018/19                      |                                             |                                             |
| Als speler bij Aris Saloniki                |                                             |                                             |                                             |                                             |                                             |                                             |
| 16                                          | 21 maart 2019                               | Slowakije – Hongarije                       | 2 – 0                                       | EK 2020 kwalificatie                        |                                             |                                             |
| 17                                          | 8 juni 2019                                 | Azerbeidzjan – Hongarije                    | 1 – 3                                       | EK 2020 kwalificatie                        |                                             |                                             |
| 18                                          | 11 juni 2019                                | Hongarije – Wales                           | 1 – 0                                       | EK 2020 kwalificatie                        |                                             |                                             |
| 19                                          | 5 september 2019                            | Montenegro – Hongarije                      | 2 – 1                                       | Vriendschappelijk                           |                                             |                                             |
| 20                                          | 10 oktober 2019                             | Kroatië – Hongarije                         | 3 – 0                                       | EK 2020 kwalificatie                        |                                             |                                             |
| 21                                          | 13 oktober 2019                             | Hongarije – Azerbeidzjan                    | 1 – 0                                       | EK 2020 kwalificatie                        | 10'                                         |                                             |
| 22                                          | 15 november 2019                            | Hongarije – Uruguay                         | 1 – 2                                       | Vriendschappelijk                           |                                             |                                             |

## Erelijst
| Competitie           |          |                           |          |          |
| Competitie           | Aantal   | Jaren                     |          |          |
| Debrecen             | Debrecen | Debrecen                  | Debrecen | Debrecen |
| -------------------- | -------- | ------------------------- | -------- | -------- |
| Nemzeti Bajnokság    | 3        | 2009/10, 2011/12, 2013/14 |          |          |
| Nemzeti Bajnokság II | 1        | 2020/21                   |          |          |
| Magyar Kupa          | 3        | 2009/10, 2011/12, 2012/13 |          |          |
| Supercup             | 1        | 2009                      |          |          |
| Hapoel Beër Sjeva    |          |                           |          |          |
| Ligat Ha'Al          | 2        | 2016/17, 2017/18          |          |          |
| State Cup            | 1        | 2016/17                   |          |          |
| Supercup             | 1        | 2017                      |          |          |